# SC Olympia 33 Wien
SC Olympia 33 Wien was een Oostenrijkse sportclub uit de hoofdstad Wenen en komt uit het stadsdeel Breitensee. 

## Geschiedenis
De club werd in 1933 opgericht nadat Sportklub Westend omwille van politieke redenen opgeheven werd. Olympia werd wel pas na de Tweede Wereldoorlog succesvol. In 1954 promoveerde de club naar de Wiener Stadtliga (derde klasse). Het volgende seizoen stootte de club meteen door naar de tweede klasse. Om het toenemende aantal toeschouwers plaats te kunnen bieden verhuisde de club naar het stadion van Red Star Wien, dat in hetzelfde stadsdistrict Penzing speelde.
In 1956/57 werd de club kampioen en promoveerde samen met FC Wien naar de hoogste klasse. Het volgende seizoen werd de club elfde op veertien clubs. Er kwamen zo'n 10 000 toeschouwers en de club behaalde zeges tegen gerenommeerde clubs als Austria, GAK en Vienna. 